# Список ботаников-систематиков/H

Список начинающихся на букву H обозначений имён ботаников, которые используются при цитировании научных (латинских) биноминальных названий растений.
Международный кодекс ботанической номенклатуры (МКБН) рекомендует в публикациях на ботанические темы, особенно если они касаются таксономии и номенклатуры, указывать авторов названий таксонов. Указание авторов названий таксонов следует выполнять в соответствии с правилами и советами, приведёнными в МКБН. В частности, в МКБН дана рекомендация использовать при цитировании авторов таксонов опубликованную в 1992 году книгу Браммита и Пауэлл Authors of plant names с уточнениями и дополнениями, соответствующими сведениям из баз данных International Plant Names Index и Index Fungorum.
Список обозначений содержит:
- стандартную форму обозначения,
- имя на русском языке (если известно),
- имя на родном языке персоны (или на английском),
- год рождения или годы жизни; в некоторых случаях дан год первой публикации (пометка fl.), в которой использовано данное обозначение.

## Разделы списка —Ha,He,Hi,Ho,Hu
- H.B. — Гумбольдт (Humboldt) & Бонплан (Bonpland)[1]
- H.B.K. — Гумбольдт (Humboldt), Бонплан (Bonpland) & Кунт (Kunth)[1]
- H.Baumann — Helmut Baumann, 1937—
- H.Blossf. — Блоссфельд, Гарри (англ. Harry Blossfeld, 1913—1986)
- H.Bock — Бок, Иероним (нем. Hieronymus Bock, 1498—1554)[2]
- H.C.Burnett — Harry C. Burnett, fl.1965
- H.C.Watson — Уотсон, Хьюитт Коттрелл (англ. Hewett Cottrell Watson, 1804—1881)
- H.Deane — Дин, Генри (Henry Deane[англ.], 1847—1924)
- H.E.Gates — Howard Elliott Gates, 1895—1957
- H.E.Moore — Мур, Гарольд Эмери (англ. Harold Emery Moore, 1917—1980)
- H.Eichler — Эйхлер, Хансйорг (нем. Hansjoerg Eichler, 1916—1992)
- H.Focke — Фокке, Хендрик Шарль (Hendrik Charles Focke, 1802—1856)
- H.Gross — Гросс, Хуго (Hugo Gross, 1888—1968)
- H.Hara — Хара, Хироси (яп. 原 広司, англ. Hara Hiroshi, 1911—1986)
- H.Huber — Хубер, Герберт (нем. Herbert Franz Josef Huber, 1931—2005)
- H.Ito — Hiroshi Ito, 1909—2006[3]
- H.J.P.Winkl. — Hubert J. P. Winkler, 1875—1941
- H.Jaeger — Йегер, Герман (Hermann Jäger, 1815—1890)
- H.K.A.Winkl. — Винклер, Ганс (нем. Hans Karl Albert Winkler, 1877—1945)
- H.K.Walter — Вальтер, Генрих (нем. Heinrich (Karl) Walter, 1898—1989)
- H.Karst. — Карстен, Густав Карл Вильгельм Герман (нем. Hermann Karsten (Botaniker), 1817—1908)
- H.Keng — Hsüan Keng, 1923—
- H.Koidz. — Hideo Koidzumi, 1885—1945
- H.L.Wendl. — Вендланд, Генрих Лудольф (нем. Heinrich Ludolph Wendland, 1792—1869)
- H.Lév. — Левейе, Огюстен Абель Эктор (фр. Augustin Abel Hector Léveillé, 1863—1918)[4]
- H.Limpr. — Лимприхт, Ханс Вольфганг (нем. Hans Wolfgang Limpricht, 1877—?)
- H.M.Hall — Холл, Харви Монро (англ. Harvey Monroe Hall, 1874—1932)
- H.Mason — Herbert Louis Mason, 1896—1994[5]
- H.Moeller — Heinrich Möller, fl. 1927[6]
- H.Mohr — Hartmut Mohr, fl. 1984
- H.Müll. — Мюллер, Герман (нем. Heinrich Ludwig Hermann Müller, 1829—1883)
- H.Nakai — Hideki Nakai, fl. 1995
- H.Ohashi — Hiroyoshi Ohashi, 1936—
- H.Ohba — Hideaki Ohba, 1943—
- H.P.Fuchs — Фукс, Ханс Петер (нем. Hans Peter Fuchs, 1928—1999)
- H.Perrier — Перье-де-ла-Бати, Жозеф Мари Анри Альфред (фр. Joseph Marie Henry Alfred Perrier de la Bâthie, 1873—1958)
- H.Pfeiff. — Пфайффер, Ганс Генрих (нем. Hans Heinrich Pfeiffer, 1890—1970)
- H.R.Sweet — Herman Royden Sweet, 1909—
- H.R.Wehrh. — Heinrich Rudolf Wehrhahn, 1887—1940[7]
- H.Rob. — Робинсон, Гарольд Эрнест (англ. Harold Ernest Robinson, 1932—)
- H.S.Irwin — Эрвин, Хауард Сэмюэл (англ. Howard Samuel Irwin, 1928—)
- H.S.Lo — Hsien Shui Lo, 1927—
- H.Samzelius — Johan Axel Hugo Samzelius, 1867—1918
- H.Sibth. — Сибторп, Хамфри (англ. Humphry Waldo Sibthorp, 1713—1797)
- H.Shaw — Шоу, Генри (англ. Henry Shaw, 1800—1889)
- H.St.John — Сент-Джон, Харольд (англ. Harold St. John, 1892—1991)[8]
- H.W.Li — Hsi (Xi) Wen Li, 1931—
- H.Wendl. — Вендланд, Герман (нем. Hermann Wendland, 1825—1903)
- H.Winkl. — H. Winkler, fl. 1868
- H.Wolff — Вольф, Карл Фридрих Август Герман (нем. Karl Friedrich August Hermann Wolff, 1866—1929)

### Ha
- Hack. — Хакель, Эдуард (нем. Eduard Hackel, 1850—1926)
- Hacq. — Гакет, Бальтазар (нем. Belsazar Hacquet, 1739—1815)
- Hadač — Emil Hadač, 1914—2003
- Haeckel — Геккель, Эрнст Генрих (нем. Ernst Heinrich Philipp August Haeckel, 1834—1919)
- Haenke — Хенке, Тадеаш (исп. Thaddeus Peregrinus Haenke, 1761—1817)
- Hagerup — Хагеруп, Олаф (дат. Olaf Hagerup, 1889—1961)
- Häkkinen — Markku Häkkinen, 1946—
- Haines — Henry Haselfoot Haines, 1867—1945
- Halácsy — Халачи, Ойген фон (венг. Eugen von Halácsy, 1842—1913)
- Halda — Гальда, Йозеф (чеш. Josef Halda, 1943—)
- Haller — Галлер, Альбрехт фон (нем. Albrecht von Haller, 1708—1777)
- Haller f. — Галлер, Альбрехт фон (младший) (нем. Albrecht von Haller, 1758—1823)
- Hämet-Ahti — Хямет-Ахти, Леена (фин. Leena Hämet-Ahti, 1931—)
- Hance — Ханс, Генри Флетчер (англ. Henry Fletcher Hance, 1827—1886)
- Hand.-Mazz. — Хандель-Маццетти, Генрих Рафаэль Эдуард фон (нем. Heinrich Raphael Eduard von Handel-Mazzetti, 1882—1940)
- Hanelt — Peter H. Hanelt, 1930—
- Hanin — L. Hanin, fl. 1800
- Hanst. — Ханштайн, Йоханнес Людвиг Эмиль Роберт фон (нем. Johannes Ludwig Emil Robert von Hanstein, 1822—1880)
- Har. — Арьо, Поль (фр. Paul Auguste Hariot, 1854—1917)
- Hara — Kanesuke Hara, 1885—1962
- Harling — Харлинг, Гуннар (швед. Gunnar Wilhelm Harling, 1920—2010)
- Harmaja — Harri Harmaja, 1944—
- Harms — Хармс, Герман Август Теодор (нем. Hermann August Theodor Harms, 1870—1942)
- Harriman — Philip Ainslie Harriman
- Hartl — Dimitri Hartl, 1926—
- Hartmann — Хартман, Франц Ксавер фон (нем. Franz Xaver von Hartmann, 1737—1791)[9]
- Hartw. — Хартвег, Карл Теодор (нем. Karl Theodor Hartweg, 1812—1871)
- Hartwiss — Гартвис, Николай Андреевич (нем. Nikolai Ernst Bartholomäus Anhorn von Hartwiß, 1791—1860)
- Harv. — Харви, Уильям Генри (англ. William Henry Harvey, 1811—1866)
- Hasselq. — Хассельквист, Фредрик (Fredrik Hasselquist, 1722—1752)
- Hasselt — Ван Хасселт, Йохан Кунрад (Johan Coenraad van Hasselt, 1797—1823)
- Hassk. — Хасскарл, Карл Юстус (нем. Justus Karl Haßkarl, 1811—1894)
- Hassl. — Хасслер, Эмиль (нем. Émile Hassler, 1864—1937)
- Hauman — Оман, Люсьен (фр. Lucien Leon Hauman, 1880—1965)
- Hauser — Margit Luise Hauser
- Hausskn. — Хаусскнехт, Генрих Карл (нем. Heinrich Carl Haussknecht, 1838—1903)
- Hav. — Johan Jonson Havaas, 1864—1956
- Haw. — Хэуорт, Адриан Харди (англ. Adrian Hardy Haworth, 1768—1833)
- Hawkes — Хоукс, Джон Грегори (es:John Gregory Hawkes, 1915—2007)
- Hawksw. — pt:Frank Goode Hawksworth, 1926—1993
- Hayata — Хаята, Бундзо (яп. 早田 文藏, англ. Bunzô Hayata, 1874—1934)
- Hayek — Хайек, Август фон (нем. August von Hayek, 1871—1928)
- Hayne — Хейн, Фридрих Готтлоб (нем. Friedrich Gottlob Hayne, 1763—1832)

### He
- Hedgc. — Хеджкок, Джордж Грэнт (англ. George Grant Hedgcock, 1863—1946)
- Hedge — Хедж, Йен Чарльсон (англ. Ian Charleson Hedge, 1928—)
- Hedl. — Хедлунд,  Теодор (sv:Teodor Hedlund, 1861—1953)
- Hedw. — Хедвиг, Иоганн (нем. Johannes Hedwig, 1730—1799)
- Heenan — Peter B. Heenan, fl. 1993[10]
- Heer — Хеер, Освальд (нем. Oswald von Heer, 1809—1883)
- Heering — Wilhelm Christian August Heering, 1876—1916
- Hegelm. — Хегельмайер, Кристоф Фридрих (нем. Christoph Friedrich Hegelmaier, 1833—1906)
- Hegi — Хеги, Густав (нем. Gustav Hegi, 1876—1932)
- Heim — Хайм, Георг Кристоф (нем. Georg Christoph Heim, 1743—1807)
- Heimerl — Хаймерль, Антон (нем. Anton Heimerl, 1857—1942)
- Heine — Hermann Heino Heine, 1922—1996
- Heinr.Braun — Браун, Генрих (нем. Heinrich Braun, 1851—1920)
- Heintze — Sven August Heintze, 1881—1941
- Heist. — Гейстер, Лоренц (нем. Lorenz Heister, 1683—1758)
- Heldr. — Хелдрейх, Теодор Генрих Герман фон (нем. Theodor von Heldreich, 1822—1902)
- Hallier — de:Ernst Hallier, 1831—1904
- Hallier f. — Галлир, Ганс Готфрид (нем. Johannes Gottfried Hallier, 1868—1932)
- Hemsl. — Хемсли, Уильям (англ. William Hemsley, 1843—1924)[11]
- Hendrych — Radovan Hendrych, 1926—2004
- Hensl. — Генслоу, Джон Стивенс (англ. John Stevens Henslow, 1796—1861)
- Henrard — Хенрард, Йоханнес Теодор (нидерл. Johannes Theodoor Henrard, 1881—1974)[12]
- Henry — Aimé Constant Fidèle Henry, 1801—1875[13]
- Herb. — Герберт, Уильям (ботаник) (англ. William Herbert, 1778—1847)
- Herder — Гердер, Фердинанд (нем. Ferdinand Gottfried Theobald Maximilian von Herder, 1828—1896)[14]
- Herincq — wikispecies:François Hérincq, 1820—1891[15]
- Herm. — Герман, Пауль (нем. Paul Hermann, 1646—1695)[2]
- Herter — Хертер, Вильгельм Густав Франц (нем. Wilhelm Franz Herter, 1884—1958)
- Herzog — Герцог, Теодор (нем. Theodor Carl (Karl) Julius Herzog, 1880—1961)
- Hesler — Хеслер, Лексемюэл Рэй (англ. Lexemuel Ray Hesler, 1888—1977)
- Hess — Johann Jakob Hess, 1844—1883
- Heuff. — Хойффель, Янош (венг. Heuffel János, 1800—1857)
- Heynh. — Gustav Heynhold, 1800—1860
- Heywood — Vernon Hilton Heywood, 1927—

### Hi
- Hickel — Paul Robert Hickel, 1865—1935
- Hiern — Хирн, Уильям Филип (англ. William Philip Hiern, 1839—1925)
- Hieron. — Иеронимус, Георг (нем. Georg Hans Emmo Wolfgang Hieronymus, 1846—1921)
- Hildebr. — Гильдебранд, Фридрих Герман Густав (нем. Friedrich Hermann Gustav Hildebrand, 1835—1915)
- Hildm. — Heinrich Hildmann, —1895
- Hilger — Hartmut H. Hilger, 1948—
- Hill — Хилл, Джон (англ. John Hill, 1716—1775)
- Hillebr. — Хиллебранд, Вильгельм (нем. Wilhelm B. Hillebrand, 1821—1886)[16]
- Hillebrandt — Franz Hillebrandt, 1805—1860
- Hilliard — Olive Mary Hilliard, 1926—
- Hillier — [[Иллие, Луи Эдуар Жозеф[вд]]] (фр. Louis Édouard Joseph Hillier, 1871—1962)
- Hinz — P.-A. Hinz, fl. 1987
- Hirn — Хирн, Карл Энгельбрехт (фин. Karl Engelbrecht Hirn, 1872—1907)
- Hiroë — Isamu Matsuura Hiroë, 1905—[17]
- Hirtz — Alexander C. Hirtz, 1945—
- Hitchc. — Хичкок, Альберт Спир (англ. Albert Spear Hitchcock, 1865—1935)[18]

### Ho
- Hochr. — Хохройтинер, Бенедикт Пьер Жорж (фр. Bénédict Pierre Georges Hochreutiner, 1873—1959)
- Hochst. — Хокстеттер, Кристиан Фердинанд Фридрих (нем. Christian Ferdinand Friedrich Hochstetter, 1787—1860)
- Hoehne — Хёне, Фредерику Карлус (порт. Frederico Carlos Hoehne, 1882—1959)
- Hoffm. — Гофман, Георг Франц (нем. Georg Franz Hoffmann, 1760—1826)
- Hoffmanns. — Гофманзег, Иоганн Центурий фон (нем. Johann Centurius von Hoffmannsegg, 1766—1849)[19]
- Hofmeist. — Гофмейстер, Вильгельм (нем. Friedrich Wilhelm Benedict Hofmeister, 1824—1877)
- Hohen. — Гогенакер, Рудольф Фридрих (нем. Rudolph Friedrich Hohenacker, 1798—1874)
- Hollerb. — Голлербах, Максимилиан Максимилианович (1907—1989)
- Holm-Niels. — Хольм-Нильсен, Лауриц (дат. Lauritz Holm-Nielsen, 1946—)
- Holmb. — Хольмберг, Отто Рудольф (швед. Otto Rudolf Holmberg, 1874—1930)
- Holmboe — Хольмбоэ, Йенс (норв. Jens Holmboe, 1880—1943)
- Holub — Голуб, Иосиф (чеш. Josef Holub, 1930—1999)
- Honck. — Хонкени, Герхард Август (нем. Gerhard August Honckeny, 1724—1805)
- Honda — Хонда, Масадзи (яп. 本田 正次, Honda Masazi, 1897—1984)
- Hongo — Хонго, Цугуо (яп. 本郷 次雄, Tsuguo Hongo, 1923—2007)
- Hoogland — Ruurd Dirk Hoogland, 1922—1994
- Hooibr. — Danield Hooibrenk fl., 1848—1861
- Hook. — Гукер, Уильям Джексон (англ. William Jackson Hooker, 1785—1865)
- Hook.f. — Гукер, Джозеф Долтон (англ. Joseph Dalton Hooker, 1817—1911)[20]
- Hoppe — Хоппе, Давид Генрих (нем. David Heinrich Hoppe, 1760—1846)
- Hopper — Хоппер, Стивен Дональд (англ. Stephen Donald Hopper, —1951)
- Horan. — Горянинов, Павел Фёдорович (1796—1865)
- Horkel — de:Johann Horkel, 1769—1846
- Hornem. — Хорнеманн, Йенс Вилкен (дат. Jens Wilken Hornemann, 1770—1841)
- Hornsch. — Хорншух, Кристиан Фридрих (нем. Christian Friedrich Hornschuch, 1793—1850)
- Horsf. — Хорсфилд, Томас (англ. Thomas Horsfield, 1773—1859)
- hort. — См. Обозначения, используемые в наименованиях таксонов (название садоводческого происхождения — от hortulanorum)
- Hosseus — fr:Carl Curt Hosseus, 1878—1950
- Host — Хост, Николаус Томас (нем. Nicolaus Thomas Host, 1761—1834)
- Houllet — pt:Jean Baptiste Houllet, 1815—1890
- House — Хауз, Гомер Доливер (fr:Homer Doliver House, 1878—1949)
- Houtt. — Хауттёйн, Мартен (нидерл. Maarten Houttuyn, 1720—1798)
- Houtz. — Хаутзагерс, Гийсбертус (Gijsbertus Houtzagers[англ.], 1888—1957)
- Hovey — Charles Mason Hovey, 1810—1887
- Howell — Хауэлл, Томас Джефферсон (англ. Thomas Jefferson Howell, 1842—1912)
- Hoyle — Arthur Clague Hoyle, 1904—1986
- Hrabětová — Anežka Hrabětová-Uhrová, 1900—1981[21]

### Hu
- Hu — Ху Сяньсу (кит. 胡先骕, 1894—1968)
- Huber — Хубер, Якоб (нем. Jacques Huber, 1867—1914)
- Huds. — Хадсон, Уильям (англ. William Hudson, 1730—1793)
- Hudziok — Georg W. Hudziok, 1929—
- Huijsman — H. S. C. Huijsman, 1900—
- Hull — John Hull, 1761—1843
- Hultén — Хультен, Эрик (швед. Oskar Eric Gunnar Hultén, 1894—1981)[22]
- Humb. — Гумбольдт, Александр фон (нем. Friedrich Wilhelm Heinrich Alexander Freiherr von Humboldt, 1769—1859)
- Humbert — Юмбер, Жан-Анри (фр. Henri Jean Humbert, 1887—1967)
- Hummelinck — Pieter Wagenaar Hummelinck, 1907—
- Humphries — Хамфрис, Кристофер Джон (англ. Christopher John Humphries, 1947—2009)
- Hutch. — Хатчинсон, Джон (англ. John Hutchinson, 1884—1972)
- Hutchison — Paul Clifford Hutchison, 1924—
- Huth — Хут, Эрнст (нем. Ernst Huth, 1845—1897)
- Hyl. — Хиландер, Нильс (швед. Nils Hylander, 1904—1970)

### Комментарии
1. 1 2  Сокращение, указывающее на соавторство нескольких учёных.
2. 1 2  Долиннеевский ботаник. Названия, опубликованные им до 1 мая 1753 года, не считаются действительно опубликованными с точки зрения Международного кодекса ботанической номенклатуры, в связи с чем в современной научной литературе это обозначение практически не встречается.
3. ↑  Вариант записи обозначения: H.Itô
4. ↑  Встречаются другие варианты обозначения Levl., H.Lev. или H.Léveillé
5. ↑  В советское время применяли сокращение Mason, которое теперь указывает на учёного Francis Mason, 1799—1874
6. ↑  Вариант записи обозначения: H.Möller
7. ↑  В советское время применяли сокращение Wehrh., которое теперь указывает на учёного Wilhelm Wehrhahn, 1857—1926
8. ↑  Устаревшее обозначение автора: St.John
9. ↑  Устаревшее обозначение автора: Hartm.
10. ↑  Вариант обозначения: P.B.Heenan
11. ↑  Другое обозначение автора: Hemsley
12. ↑  Другое обозначение автора: Henr.
13. ↑  Ранее сокращение Henry использовалось для обозначения другого учёного — Augustine Henry, 1857—1930
14. ↑  Также использовалось сокращение: Herd.
15. ↑  Другое обозначение автора: Hérincq
16. ↑  Устаревшее обозначение автора: Hbd.
17. ↑  Другое обозначение автора: Hiroe
18. ↑  Устаревшее обозначение автора: A.S.Hitchc.
19. ↑  Устаревшее обозначение автора: Hoffmgg.
20. ↑  Другой вариант обозначения автора: J.D.Hooker
21. ↑  Другой вариант обозначения: Hrabetova-Uhrova
22. ↑  Устаревшее обозначение автора: Hult., Hulten